# Mirosława Lombardo
Mirosława Lombardo (ur. 1 stycznia 1937 w Ostrogu na Wołyniu) – polska aktorka teatralna i filmowa.

## Kariera zawodowa
W 1960 ukończyła Państwową Wyższą Szkołę Teatralną i Filmową w Łodzi. Jej debiut teatralny nastąpił 4 lutego 1960 roku. Zagrała wtedy rolę Maryni w sztuce Klub kawalerów Michała Bałuckiego w reż. Adama Daniewicza na scenie Teatru Powszechnego w Łodzi. Wcześniej wystąpiła w filmie „Inspekcja pana Anatola” (1959) jako dziewczyna z Paryżewa.
Występowała w teatrach dramatycznych (Polskim i Nowym) w Poznaniu (1960-62), Bałtyckim Teatrze Dramatycznym w Koszalinie (1962-63), teatrach dramatycznych (Współczesnym i Polskim) w Szczecinie (1963-66), teatrach dramatycznych we Wrocławiu (1966-67), Teatrze Polskim w Warszawie (1967-69) i Teatrze Polskim we Wrocławiu (1969-98).
Obecnie jest pedagogiem wydziału zamiejscowego we Wrocławiu Akademii Sztuk Teatralnych im. Stanisława Wyspiańskiego w Krakowie.
Autorka podręcznika Przewodnik po starej polszczyźnie z ćwiczeniami - 1988.

## Wybrane kreacje teatralne
- Aniela Dobrójska w sztuce Śluby panieńskie w reż. Ireny Ładosiówny na scenie Teatru Współczesnego w Szczecinie
- Rachela w sztuce Wesele w reż. Jerzego Golińskiego na scenie Teatru Polskiego we Wrocławiu
- Donna Libera w sztuce Awantura w Chioggi w reż. Macieja Wojtyszki, Jerzego Schejbala na scenie Teatru Polskiego we Wrocławiu
- Panna Herve w Improwizacji wersalskiej Moliera w reż. Andrzeja Wajdy na scenie Teatru Polskiego we Wrocławiu oraz w Teatrze Telewizji
- Matka I w Kartotece rozrzuconej T. Różewicza w reż. Kazimierza Kutza w Teatrze Telewizji

## Filmografia
- 1964: Rachunek sumienia jako dziewczyna Grzegorza
- 1964: Rękopis znaleziony w Saragossie – Donia Uracca, matka van Wordena
- 1973: Sanatorium pod Klepsydrą – królowa Draga, postać w panoptikum
- 1978: Wśród nocnej ciszy – matka zamordowanego dziecka
- 1983: Austeria – Kramerowa
- 1997: Lata i dni (serial telewizyjny) – Krystyna
- 1998: Życie jak poker (serial telewizyjny) – Krystyna
- 1999: Wojaczek – matka Rafała Wojaczka
- 2025: Wzgórze psów – Czarna Pani

## Odznaczenia
- Krzyż Kawalerski Orderu Odrodzenia Polski – 2005[2]